# ジェフリー・エプスタイン
ジェフリー・エドワード・エプスタイン（Jeffrey Edward Epstein、1953年1月20日 - 2019年8月10日）は、アメリカ合衆国の実業家、投資家。
成功した富裕な実業家だったが児童への性的暴行などの容疑で逮捕・有罪となり失脚。莫大な寄付などを通じて、欧米の政財界で有力者・王族らに極めて広い人脈を持っていたため、彼らへの売春斡旋が噂されて大きなスキャンダルに発展した。また公的機関の要職者らがエプスタインとの交友関係を咎められて、辞任するケースも相次いだ。
有罪判決後、拘留されていたニューヨークの矯正施設で死亡。自殺とする当局の発表に対して一部の法医学者などから他殺を疑う声が上がるなど、死後も注目を集める事件となった。

## 概要
エプスタインは1953年にニューヨーク市ブルックリン区でポーリーン（1918年–2004年）とシーモア（1916年–1991年）のユダヤ人の両親の下に生まれた。親族の一部をホロコーストで失っている。
1969年の16歳の時に、ラファイエット高等学校を2学年飛び級して卒業した。1971年9月にニューヨーク大学のクーラント数理科学研究所に入学するが、1974年6月に中退している。

### 投資銀行で成功
その後、富裕層の子弟を集めたニューヨークの名門校「ドルトン・スクール」で教職に採用され数学と物理学を教えた。そのときの教え子に、大手投資銀行ベアー・スターンズ会長の息子がいた。1976年、エプスタインは教職を離れてベアー・スターンズに入社。そののちわずか4年でパートナーの地位に昇進する。
1981年に退社、翌1982年に独立して資産管理会社「J・エプスタイン・アンド・カンパニー」を設立した。ベアー・スターンズを退社した理由は不明だが、富裕層を巻き込んだネズミ講に連座したことが発覚し解雇されたともささやかれる。

### 謎の大富豪

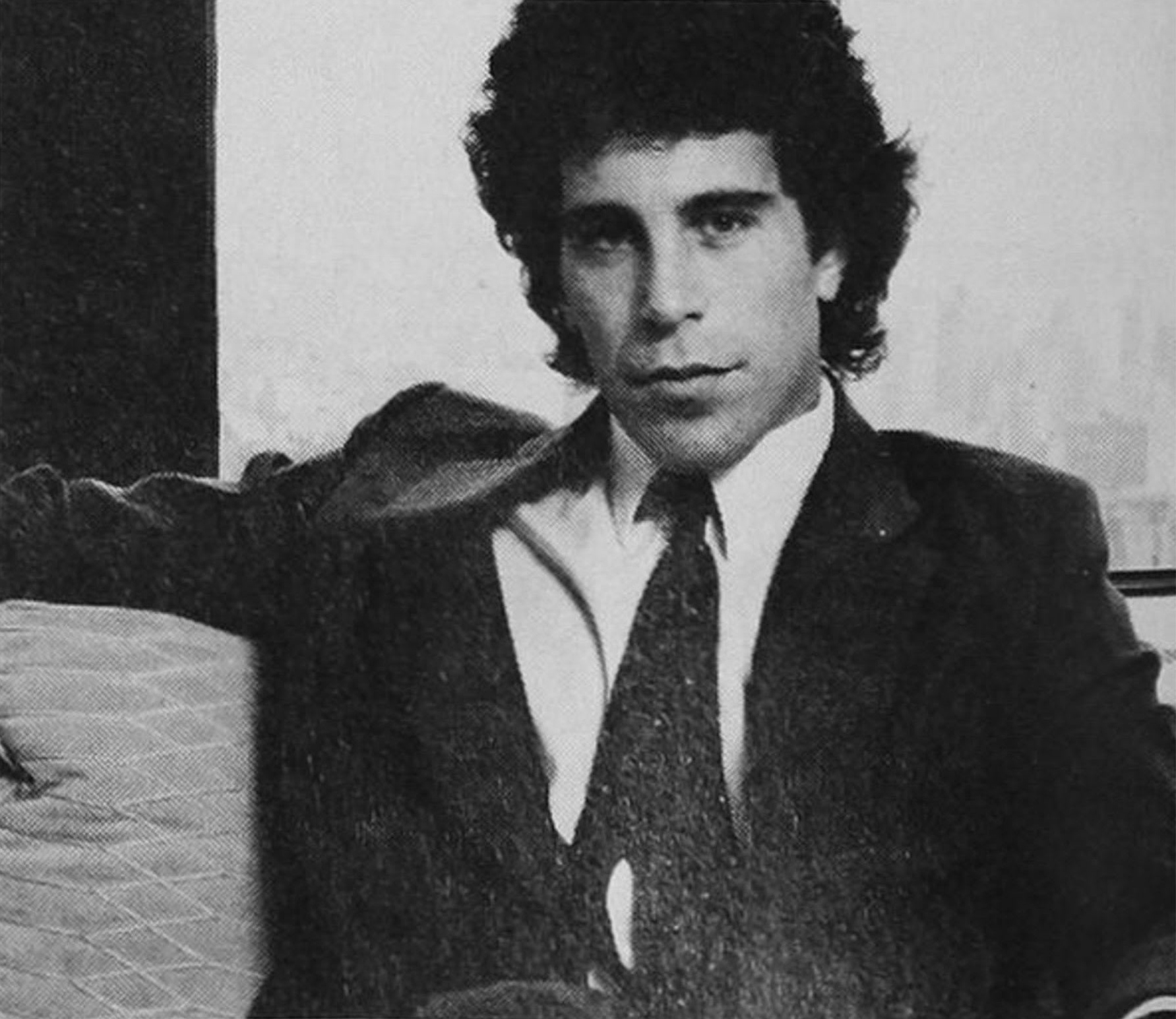
27歳のときのエプスタイン（1980年）

以後さまざまな事業を手がけ、2000年代初頭までには富豪と目されるようになった。しかしこの間、具体的にどのような手段でエプスタインが莫大な富を蓄積したかは不明な点が多い。FX関連企業をはじめエプスタインは多くの会社・団体を運営していたが、アメリカの金融界で実際にエプスタインと仕事をしたことがあるという人物もほとんど表に現れなかった。
そのため、「資産管理は表向きの事業で、実際は富裕層相手の恐喝を繰り返している」「富裕層をターゲットにした秘密のネズミ講が原資になった」「アメリカの諜報機関の手先として動いている」などといった噂が、繰り返しメディアで報じられた。また正確な資産総額も不明で、2010年には『フォーブズ』誌は、彼の資産価値は見かけよりもはるかに少ないと断じる記事を掲載している。
しかし、きわめて富裕な暮らしが耳目を集めていたのは事実で、後段で触れる訴訟に関連して明らかになったエプスタインの資産には、6億ドル（約600億円）超の不動産やプライベート・ジェット機、ニューヨークの超高級邸宅、カリブ海の無人島や、7600エーカー（約3000ヘクタール超）の広さを持つニューメキシコ州の牧場などが含まれている。

### イスラエルでのスタートアップ
2015年、イスラエルの新聞『ハアレツ』は、エプスタインがスタートアップ「Reporty Homeland Security」（2018年に「Carbyne」と改名）の投資家であることを報じた。このスタートアップはイスラエルの防衛産業と関連しており、元イスラエル首相および防衛大臣、そしてかつてイスラエル参謀本部諜報局長や、イスラエル国防軍（IDF）の特殊部隊、サイェレット・マトカルでの任務、のちに参謀総長を務めたエフード・バラクが率いていた。同社のCEOは特殊部隊の将校であるアミール・エリハイ、また、同社の取締役であり、元防衛省の事務次官、IDFの8200部隊の指揮官だったピンチャス・ブフリス。エプスタインとバラクは親しい関係で、エプスタインはしばしばマンハッタンの東66丁目301番地にある自分のアパートの一室をバラクに提供していた。エプスタインはイスラエルの研究および軍事部門での経験もあった。2008年4月にはイスラエルを訪れ、複数の研究科学者と面会し、さまざまなイスラエルの軍事基地を訪問した。

### メディア活動
2003年、エプスタインは『ニューヨーク・マガジン』の買収を試みた。他の入札者には、広告業界の幹部ドニー・ドイッチ、投資家ネルソン・ペルツ、メディア王で『デイリーニューズ (ニューヨーク)』の発行者モーティマー・ザッカーマン、映画プロデューサーのハーヴェイ・ワインスタインが含まれていた。最終的な買い手はウォール街の長年の投資銀行家ブルース・ワッサースタインで、55百万ドルを支払った。
2004年、エプスタインとザッカーマンは、マエル・ロシャンが創設したセレブリティとポップカルチャーに関する雑誌『レーダー』に対して最大2500万ドルを出資することを約束した。エプスタインとザッカーマンはこの事業で平等なパートナーでした。ロシャンは編集長として、少しの所有権を保持していた。この雑誌は、印刷物としては3号で終了し、その後は完全にオンラインの媒体へと移行した。

## スキャンダルと訴訟

### 最初の逮捕・裁判

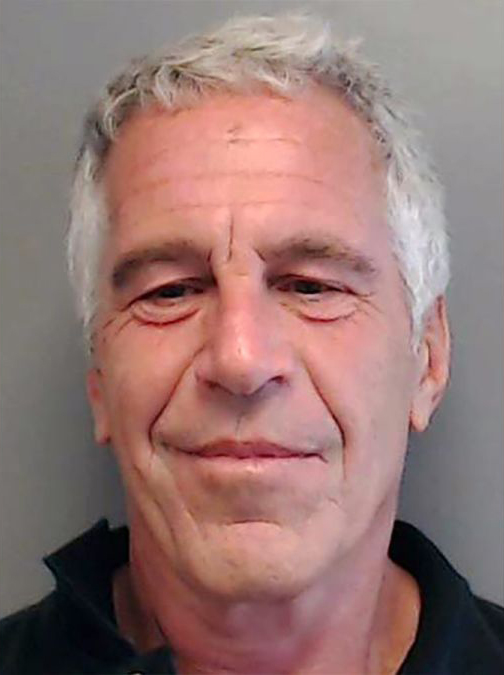
2013年の逮捕時に警察で撮影された写真。

フロリダ州パームビーチの邸宅で少女らに金を払い、性的な行為をしたとして2006年に起訴され、2008年に禁錮18ヵ月という判決が言い渡されている。この際の検事は、後にアメリカ合衆国労働長官となるアレクサンダー・アコスタであり、児童買春1件の罪を認めて性犯罪者として登録する見返りに減刑、連邦レベルでの起訴を免れるとする司法取引が行われていた。エプスタインは日中に刑務所から外出して普通に働き、夜に刑務所に戻ることが認められ、収監から13ヵ月で出所した。後に、アコスタが行った司法取引が非難の対象とされ、2019年7月に労働長官の職を辞している。
これらの児童買春は、エプスタインと同居していたギレーヌ・マクスウェルが仲介していたと関係者は主張している。エプスタインの誕生日には、フランスから3人の12歳の少女が彼の下に連れ込まれ、猥褻な行為をされた後、ヨーロッパに帰国した。アメリカ領ヴァージン諸島の検察によって提起された訴訟によると、エプスタインは11歳の少女を人身売買していた。

### ビデオ録画
エプスタインは、自身の不動産の複数の場所に隠しカメラを設置して、未成年の少女や著名人との性行為を録画し、恐喝などの犯罪目的で使用していたとされている。エプスタインの長年の恋人であるギレーヌ・マクスウェルは、友人に対してエプスタインの私有島が完全にビデオ監視されており、彼女とエプスタインが島にいるすべての人々を保険として録画していると信じていたと述べた。2006年に警察が彼のパームビーチの邸宅を家宅捜索した際、2台の隠しカメラが発見された。また、エプスタインのニューヨークの邸宅には、ビデオ監視システムが広範囲に設置されていたとも報告されている。
1996年にエプスタインのために働いていたアーティスト、マリア・ファーマーは、エプスタインがニューヨークの邸宅にあるメディアルームを彼女に見せ、そこでは個々のカメラで家の中のピンホールカメラを監視する人物がいたと述べている。メディアルームは隠し扉を通じてアクセスされた。彼女はその部屋について、「ここに男たちが座っていた。カメラを見たら、トイレ、トイレ、ベッド、ベッド、トイレ、ベッドだった」と言いました。さらに、「彼らがプライベートな瞬間を監視していることは非常に明らかだった」と付け加えた。
エプスタインは、権力を持つ人物に女の子を「貸す」ことで彼らとの関係を築き、また、恐喝のための情報を得ていたとされている。 アメリカ合衆国司法省によると、エプスタインはニューヨークの邸宅の金庫に、手書きのラベルが付けられたコンパクトディスクを保管しており、そのラベルには「若い\[名前] + \[名前]」と記されていたとのことである。また、エプスタインは、2018年にニューヨーク・タイムズの記者に対して、強力な人々に関する情報やその性的嗜好、レクリエーション用薬物の使用に関する情報を持っていることを、オフレコで暗示した。

### 民事事件
2016年4月に、エプスタインを相手取ってカリフォルニア州の女性が連邦裁判所に告訴した。内容は、1994年にマンハッタンのエプスタインの邸宅で行われたパーティーで、当時13歳だった彼女がエプスタインから性的暴行を受けたというものだった。
この訴状は、当時アメリカ大統領選挙に立候補していたドナルド・トランプとエプスタインの密接な関係に触れていたため、大きな注目を集めた。
この訴訟は手続き上の不備などがあったとして、2016年5月に連邦裁判所判事によって棄却された。

### 第2の刑事事件
2019年7月6日、パリから自家用機で帰国した際、ニュージャージー州のテターボロ空港で逮捕。容疑は、2002年から2005年までの間、マンハッタン、ニューヨーク、パームビーチの自宅で14歳を含む未成年の少女数十人に対する性的虐待の疑いだった。
FBIと警察がエプスタインが居住するハーバート・N・ストラウス・ハウスの家宅捜索を行った。その中から、性的人身売買の証拠と、「何百、あるいは何千枚もの性的に際立った全裸と半裸の女性の写真」が見つかり、写真の一部は未成年の女性であることが確認された。施錠された金庫の中に、被害者の氏名などをラベルに記載したCDなどが大量に見つかった。また、金庫からは7万ドルの現金、48個のダイヤモンド、エプスタインの写真ではあるが違う名前が記載されている、サウジアラビアなどのパスポートも見つかったとされる。

### フランスでの調査
2019年8月23日、フランス・パリの検察は、エプスタインに対する予備調査を開始。これは、ヤエル・メルルがパリの検察に対して、ジェフリー・エプスタインを含む児童ポルノネットワークの国際的な側面を報告し、司法の遅さを批判したことに起因する。。エプスタインは、15歳未満および15歳以上の未成年者に対する強姦および性的暴行、犯罪を行う目的での犯罪組織との関係、犯罪を行う目的での犯罪者との結託について調査されている。検察は、この調査の目的は、フランス国内および他国でフランス市民に対して行われた可能性のある犯罪を特定することだと述べた。

### 死去
2019年8月10日、勾留されていたニューヨーク州の矯正施設内で死亡。独居房内で首を吊って自殺したと発表された。エプスタインの遺族や弁護団はこれに異を唱え、ジェフリーの弟のマーク・エプスタインから鑑定を依頼された法医学者マイケル・バーデンは、2019年10月30日、他殺を示す証拠があると発表している。一方、2023年6月、司法省監察総監室は調査報告書を公表し、刑務所職員たちが「過失、不正⾏為、そして明白な職務遂⾏上の失敗」を繰り返したことによってエプスタインに「⾃殺する機会」を与えたと結論付け、死因は自殺以外の何かであったとする一切の説について強く否定した。
エプスタインと同居していた恋人のギレーヌ・マクスウェルは、児童の性的暴行などに加担した疑いで逮捕状が出されていたが、エプスタイン死去のあと逃亡、翌2020年7月に潜伏先のニューハンプシャー州で逮捕された。2022年6月、ニューヨーク連邦地裁で禁固20年の刑が言い渡されている。
2023年6月、司法省監察総監室は調査報告書を公表し、エプスタインの死因は自殺であったと結論付け、自殺ではなかったとする全ての説について強く否定した。

2025年7月、米FBI連邦捜査局はエプスタインの「顧客リスト」などについて発表を行った。その中では、
違法行為を裏付ける「顧客リスト」は確認されなかった。また、エプスタイン氏が著名人を恐喝していたとする信頼に足る証拠も確認されなかった。さらに、未起訴の第三者に対する捜査の根拠となり得る証拠も認められなかった。
と発表されている。
2025年7月23日、米ニューヨーク・タイムズやウォール・ストリート・ジャーナルの報道によると、米司法長官のパム・ボンディは、ドナルド・トランプ大統領に対し、彼の名前がエプスタインの関連資料に含まれていることを2025年5月に伝えたと、このやり取りに詳しい3人が明らかにした。この情報開示は、FBI捜査官と検察官によるエプスタイン事件の再調査に関する包括的な報告の一環として行われたものである。同日、米フロリダ州の連邦判事は水曜日、エプスタインに対する連邦捜査に関する大陪審の証言記録の公開を求める要請を却下した
。
2025年7月24日、米下院監視委員会はエプスタインに関連する資料の開示を司法省に求める召喚状を発行する予定であると、委員会の報道官が発表した。報道官によると、その召喚状は今後発行されるとされている。召喚状では、被害者の氏名および個人を特定できる情報の編集（秘匿）が求められる予定。提出された資料は委員会内で内部的に精査され、一般公開される予定はない。同調査の一環として、エプスタインの共謀者であるギレーヌ・マクスウェルに関連する調査のためにビル・クリントン元大統領、ヒラリー・クリントン元国務長官、ジェームズ・コミーおよびロバート・モラー両元FBI長官、ロレッタ・リンチ、エリック・ハンプトン・ホルダー、メリック・ガーランド、ウィリアム・P・バー、ジェフ・セッションズ、アルベルト・ゴンザレス各元司法長官にも召喚状が発行される予定と発表された
。

## 影響

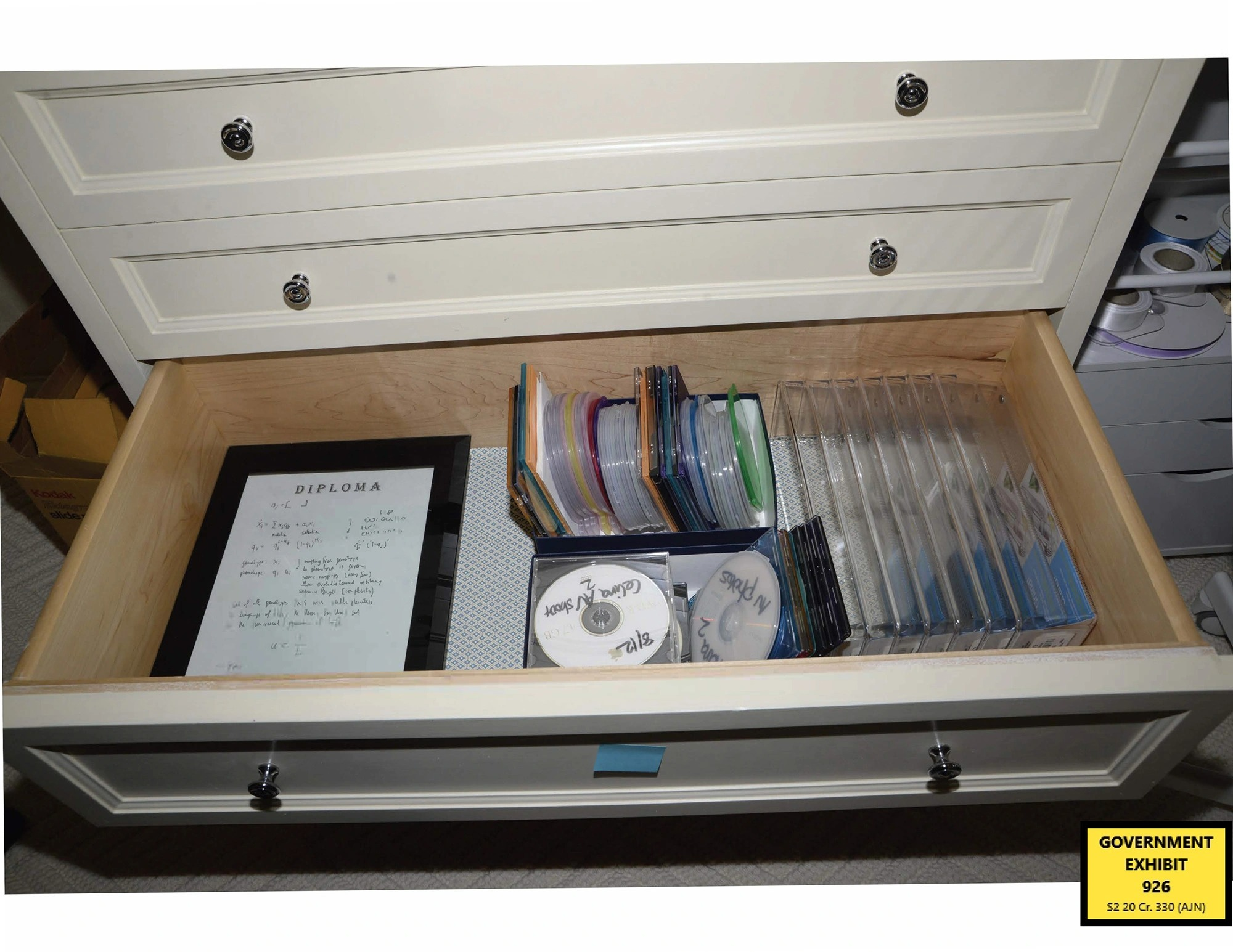
2019年、ニューヨークのエプスタイン邸宅で警察の強制捜査が行われたさいの現場写真。未成年女性らのヌードを含む大量の違法画像が、こうしたCDなどに保管されていたとされる。

エプスタインの交友関係には著名人が多数含まれており、逮捕後は大きなスキャンダルとなった。
とりわけイギリス王室のアンドルー王子はエプスタインの邸宅で若い女性と撮影した写真がいくつも残されており、王子は英王室の公務から一時退くことになった。
エプスタインは自身の信頼性と影響力を高めるために教育機関への寄付を社会的証明の一種として利用していたとされ、複数の教育機関と関係を持っていたことが判明している。
中にはハーバード大学、プリンストン大学、スタンフォード大学、ロックフェラー大学、コロンビア大学、サンタフェ研究所などが知られている。これらで最も大きく取り扱われたのがMITメディアラボで、エプスタインが有罪判決を受けた後も寄付を行ったことが判明、さらにMIT側がこの事実を隠蔽しようとした疑いが浮上して当時所長だった伊藤穰一が辞任した。また、この寄付はマサチューセッツ工科大学理事長のL・ラファエル・ライフも当時から把握していたことが判明した。
また、エプスタインは寄付の大半を複数の財団を通じて行い、中でも科学文献の著名な編集者、ジョン・ブロックマン率いるエッジ財団には寄付を通じ「エッジ・ディナー」と称された会食を開き、会にあらゆる分野の超名人及び有識者達を招待し、接点を設けたことが知られている。
エプスタインは多くの財界の有力者と接点を持ったが、投資を行ったのは
ごく少数だったと解明されている。中でも著名なのが、ピーター・ティール率いるファンドだったと2025年6月に判明した。
そのほかヴィクトリアズ・シークレットCEOのレス・ウェクスナーなど、エプスタインとのつながりが批判され辞任する著名企業の経営者も相次いだ。
エプスタインや英ジミー・サヴィルのような性的虐待者達は、多数の人々が集う場所にて接点を設けている。
2025年、ウォールストリート・ジャーナルは、ドナルド・トランプがエプスタインの50歳の誕生日に裸の女性の輪郭が描かれた手紙を送っていたとする記事を掲載。大統領に就任していたトランプは、手紙を書いたことを否定、同紙の発行元と記事を執筆した記者を名誉毀損で提訴。少なくとも200億ドルの支払いを求めた。
後に、トランプ大統領はエプスタインに関して、過去に自ら経営するマー・ア・ラゴクラブに所属していたことを認めたが、スタッフの引き抜きを繰り返したため変質者としてクラブから追放したと述べている。
2025年7月9日、司法省と連邦捜査局は、改めてエプスタインに関する調査結果を発表。トランプ大統領らが掲載されていたという陰謀論に基づく顧客リストは存在せず、元被告の死因も自殺と結論づけた。

## エピソード
- エプスタインはビル・クリントン、ジョージ・ステファノプロス、ドナルド・トランプ[64]、ケイティ・クーリック、ウディ・アレン[65]、ハーヴェイ・ワインスタイン[66]などの著名人とパーティーで同席した。彼が交流関係を持つ者にはビル・ゲイツ[67][68]、ルパート・マードック、マイケル・ブルームバーグ、リチャード・ブランソン、マイケル・ジャクソン、アレック・ボールドウィン、ケネディ家、ロックフェラー家、ロスチャイルド家[69]、イスラエル首相エフード・バラック、イギリス首相トニー・ブレア、サウジアラビアの王太子ムハンマド・ビン・サルマーンが含まれていた[70][71][72]。とくに元大統領のビル・クリントンは、自家用機で若い女性とともに何度もエプスタインの別荘に出入りしている[73][26]。
- アリ・ベン＝メナシェは、エプスタインはイスラエル諜報特務庁の工作員だったと主張している[74]。スティーヴン・ホッフェンバーグは、エプスタインはネズミ講詐欺（ポンジ・スキーム）の主犯格であり、会社から1700万ドルを横領するも訴追されずに逃亡したと述べている[75]。

- トランスヒューマニズムや生命科学に強い関心を抱いており、「何者かに観察されているという感情を持つ粒子」の発見にも投資すると述べていた[76]。
- エプスタインは「ロリータ・エクスプレス」と呼ばれるプライベートジェット機のボーイング727を所有し、来客と共に年間600時間飛行していた[77][78]。
- 過去に交際相手が存在したが、エプスタインの死後に逮捕、起訴された。容疑は、エプスタインが所有していた居住地（ニューヨーク州アッパー・イースト・サイドの邸宅、フロリダ州パームビーチの邸宅、ニューメキシコ州サンタフェの農場）などに少女を誘い込んだ罪となっている[79]。
- ビル・ゲイツはエプスタインとの関係により、元妻のメリンダ・ゲイツと2021年5月3日に離婚した[68][67]。